# روبرت كوك (طبيب بيطري)

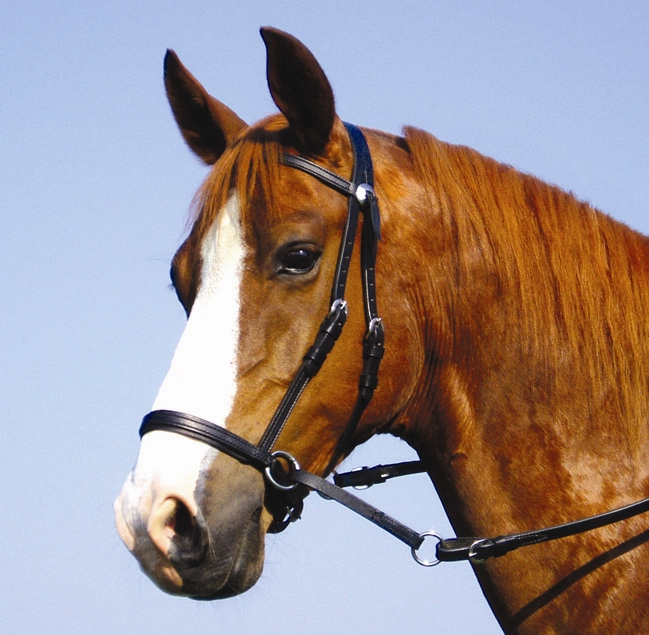
لجام الدكتور كوك الذي تحصل على براءة اختراعه

روبرت كوك (بالإنجليزية: Robert Cook)‏ هو طبيب بيطري مختص في الخيول قام بنشر العديد من الأبحاث، خاصة حول أمراض فم الحصان والأذن والأنف والحنجرة في كل من المجلات العلمية والفروسية، والتي تغطي مواضيع مختلفة:
- التشخيص والتنظير الجراحي للفرس.
- الأصل الرئوي «للنزيف الأنفي» في خيول السباق (النزف الرئوي الناجم عن التمرين) وعلاقتها مع انسداد مجرى الهواء الراجع.
- تشريح وعلم وظائف الأعضاء للمجاري الهوائية العلوية للخيول.
- داء الجيبات الحلقية
- الخطو والتنفس
- الاعتلال العصبي الحنجري الراجع
- الانزياح الظهري للحنك الرخو
- انخلاع الحنجرة الحنكية.